# Зе Марио
Зе Марио (порт. Zé Mário; полное имя — Жозе Марио де Бона, порт. José Mário de Bona); родился 20 февраля 1992, Медианейра, Бразилия) — бразильский футболист, полузащитник клуба «Жарагуа».

## Карьера
Жозе начал в юношеской команде «Коритиба» из города Бейра-Рио, а в 2006 году перешел в клуб «Интернасьонал» а затем сыграл девять матчей за основную команду. Побывав в аренде в нескольких клубах, в 2017 году, Зе Марио перешёл в бразильский «Ферровиария».